# Conjunto Histórico de Nuevo Baztán
El Conjunto Histórico de Nuevo Baztán es un conjunto histórico del municipio español de Nuevo Baztán, en la Comunidad de Madrid, que tiene el estatus de Bien de Interés Cultural.

## Historia
Nuevo Baztán es denominado así en recuerdo de los orígenes navarros de su creador, Juan de Goyeneche. El conjunto fue proyectado y construido hacia 1709, por el más famoso arquitecto de la época, José Benito de Churriguera, prolongándose las obras hasta 1713. El caso de Nuevo Baztán es un caso histórico singular en la península ibérica, como empresa de colonización en el corazón de Castilla, similar a la colonización española de las Américas, convirtiéndose Juan de Goyeneche en un precursor, el más calificado de todos, de lo que se vino a llamar un siglo más tarde «el despotismo ilustrado».
El encargo que Juan de Goyeneche le hizo a Churriguera no carecía de dificultades dada la amplitud de premisas de las que se partía, sin embargo Churriguera logró darle unidad tomando como punto de apoyo y elemento aglutinante del conjunto, el complejo formado por el palacio y la iglesia y partiendo de estos elementos trazando un esquema ortogonal en el que se configuran seis manzanas, adoptando así, Churriguera, un esquema que desde muy temprano se experimentó en la arquitectura áulica española. El proyecto constaba de palacio, iglesia, las casas de los colonos, hornos y oficinas; destinados a la fabricación de vidrios finos, paños y otras manufacturas.

## Descripción
Se trata de un Conjunto Histórico discontinuo constituido por un ámbito principal integrado por la agrupación de edificaciones, viales y plazas que conforman el núcleo urbano de carácter histórico de Nuevo Baztán, así como los dos recintos vallados que le acompañan, y los siguientes elementos aislados: la alquería del Cuarto Lote, el palomar y la fuente de la Almunia.

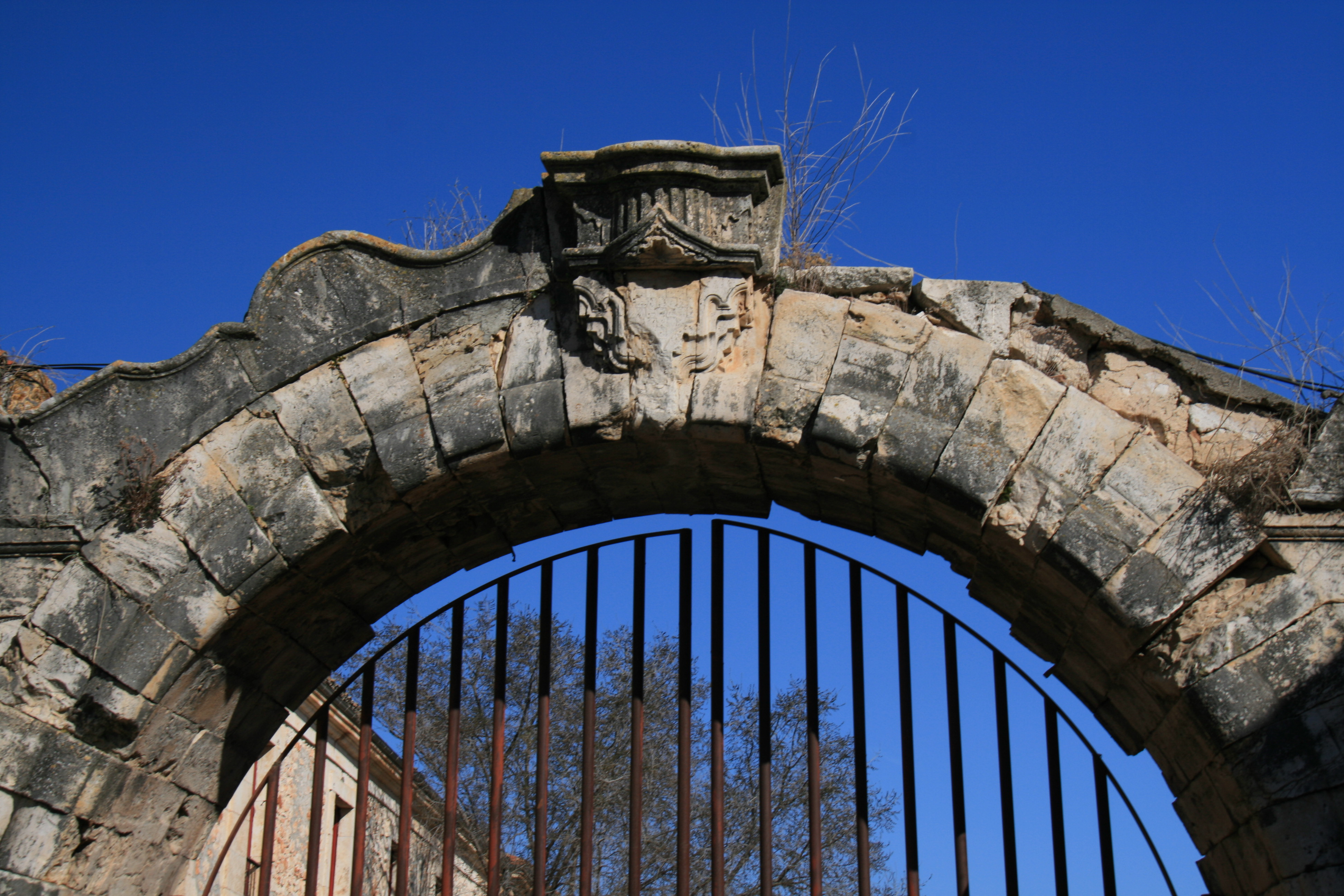
Portón de entrada a la plaza de las Fiestas

Dos ejes dominan el proyecto, uno longitudinal de dirección norte-sur constituido por la carretera de Alcalá de Henares y el segundo, perpendicular al núcleo y presidido por el complejo palacio-iglesia, constituido por la carretera de Loeches. Otro aspecto interesante del diseño urbanístico es el sistema de plazas conectadas en ángulo que desarrollan una secuencia y ponen en valor las calidades ambientales y estéticas del conjunto. Las plazas en cuestión son tres. En primer lugar está la plaza de la Iglesia, que es la que preside la fachada principal del complejo palacio-iglesia, la cual está tratada como jardín que se distribuye en torno a la llamada «fuente de los Tritones», de sencillo y gracioso diseño.

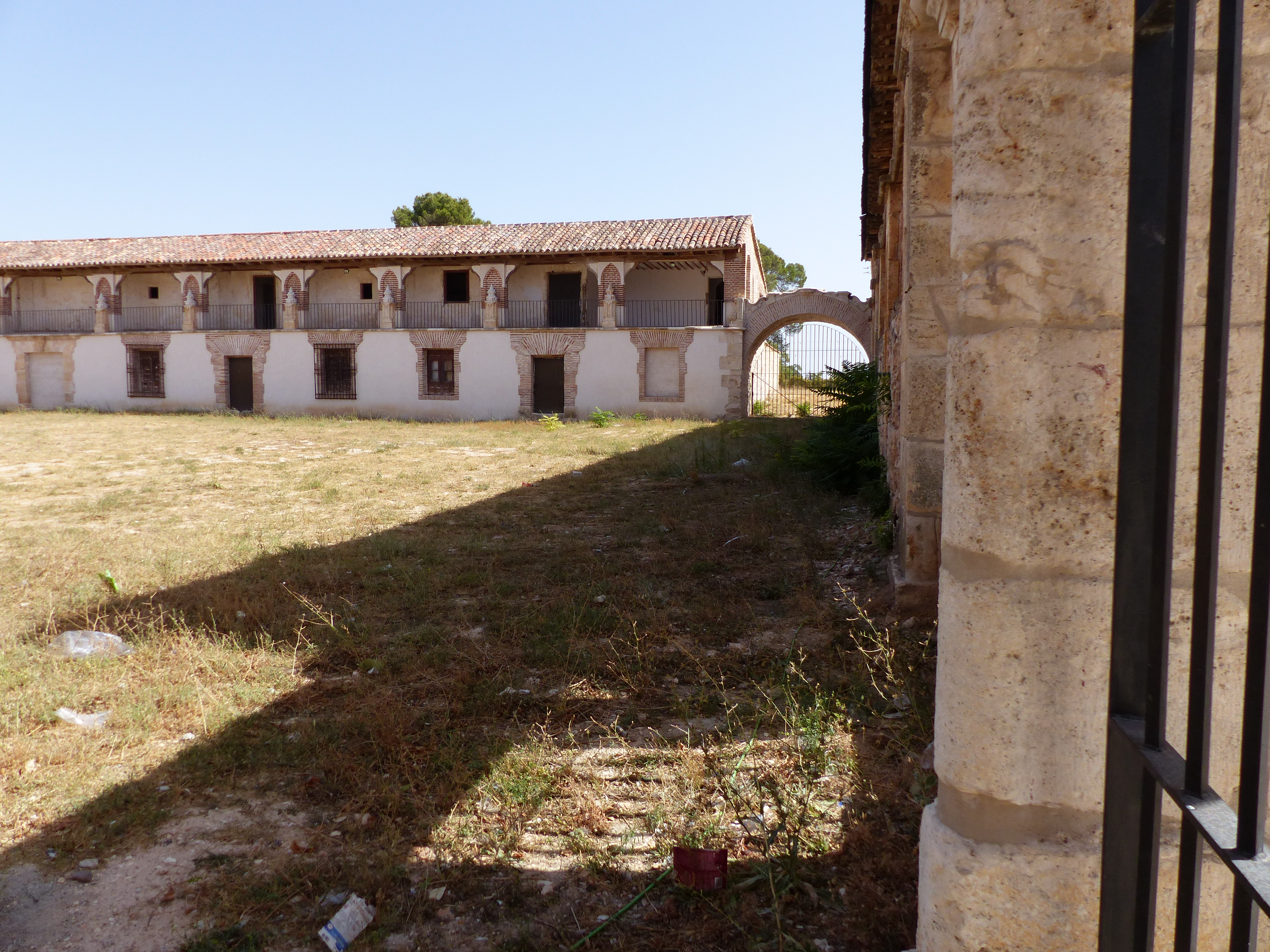
Plaza de las Fiestas y Casa de Oficios

La plaza del Secreto, situada en el lateral derecho del conjunto monumental, es de dimensiones rectangulares, en uno de sus lados mayores tuvo soportales conservándose un tramo de los mismos y, por el otro, se abre a través de un portón de delicado perfil arquitectónico a la plaza de las Fiestas. Esta, que es el verdadero centro de la antigua unidad productiva, es también de proporciones rectangulares con cuatro lados de dos plantas, la de arriba, porticada con balcones. A ella se abren por sus lados este y norte la llamada Casa de Oficios, por el oeste, la fachada trasera del palacio y por el sur la vaquería o antigua lonja. Por último, enlazando con la plaza del Secreto a través de un pequeño corredor hacia el sur, se sitúa la plaza de la Fragua.
El palacio tiene planta cuadrada y se organiza en torno a un patio porticado en todos sus frentes, posee dos alturas y su fachada queda enmarcada por dos torres, una de las cuales coincide con la de la iglesia y es la que comunica ambos edificios. Cabe destacar el importante complejo de bodegas que se desarrolla debajo del mismo en dirección norte con un giro posterior en dirección noroeste para atravesar la calle Jardines, donde se prolonga hasta llegar al edificio del pajar donde tiene su salida, existe otro ramal que partiendo del que pasa por la calle Jardines toma la dirección este para salir por el lado norte de la plaza de las Fiestas.

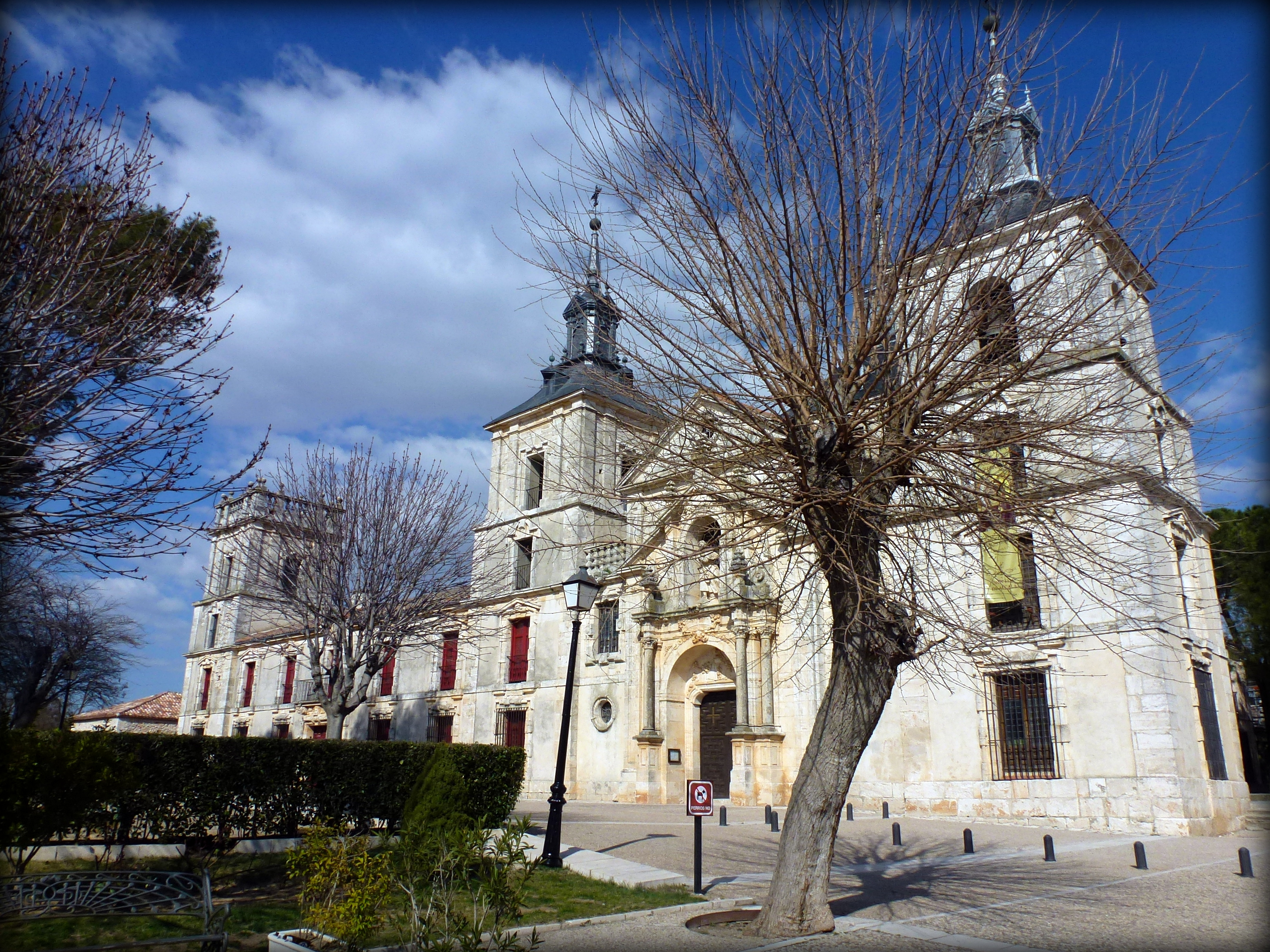
Iglesia de San Francisco Javier en primer plano (dcha.) y Palacio de Goyeneche en segundo plano (izqda.)

La iglesia es de planta de cruz griega, con una fachada principal que recoge la tradición de la arquitectura madrileña del siglo XVII. Destacan los elevados chapiteles que coronan las torres y la cúpula, dotando de gran plasticidad al perfil paisajístico de Nuevo Baztán. En cuanto a las viviendas para la población obrera se basan sobre todo en aspectos de racionalidad y utilidad pero en absoluto rompen la visión armónica de la villa.
El conjunto se completaba con una serie de elementos dotacionales orientados, por un lado, al abastecimiento de la población y, por otro, a solucionar las necesidades generadas por la actividad productiva, así se construyeron molinos destinados a la fábrica de papel y hornos para las de vidrio. También se hicieron fuentes destinadas al abastecimiento de aguas, como la localizada al sur, camino de Villar del Olmo, conocida por la «fuente de la Almunia». En el mismo sentido se constituyeron zonas dedicadas a la producción agraria, tales como, zonas de olivar, de viñedo y huertas, quedando algunos vestigios de todos estos elementos, como la fuente de la Almunia, restos de un palomar al oeste, las zonas valladas situadas al este y oeste de la población que han quedado como testigos de las tierras dedicadas a la producción agraria. La primera de ellas en la actualidad está dedicada al cultivo de olivo y, la segunda es un terreno sin sembradío que hoy recibe el nombre de «La Huerta».

## Estatus patrimonial
La notable valía del conjunto determinó que la Dirección General de Patrimonio Artístico, Archivos y Museos, procediera a la incoación del expediente para la declaración de Conjunto Histórico Artístico a favor de Nuevo Baztán el 30 de octubre de 1979. El Consejo de Gobierno de la Comunidad de Madrid, en su reunión del 16 de marzo de 2000, decidió declarar Bien de Interés Cultural en la categoría de Conjunto Histórico a «Nuevo Baztán» (Madrid), mediante un decreto publicado el día 29 de ese mismo mes en el Boletín Oficial de la Comunidad de Madrid.